# Collision entre la galaxie d'Andromède et la Voie lactée
La collision entre la galaxie d’Andromède et la Voie lactée désigne la coalescence potentielle entre les deux principales galaxies du Groupe local, la Voie lactée — qui contient le Système solaire, dont la Terre fait partie — et la galaxie d'Andromède,,. D’après les modèles dynamiques fondés sur les observations des années 2020, la probabilité qu’un tel évènement survienne au cours des dix prochains milliards d’années est estimée à environ 50 %. Cette interaction devrait conduire, à terme, à la fusion des deux systèmes en une galaxie elliptique géante.

## Illustration

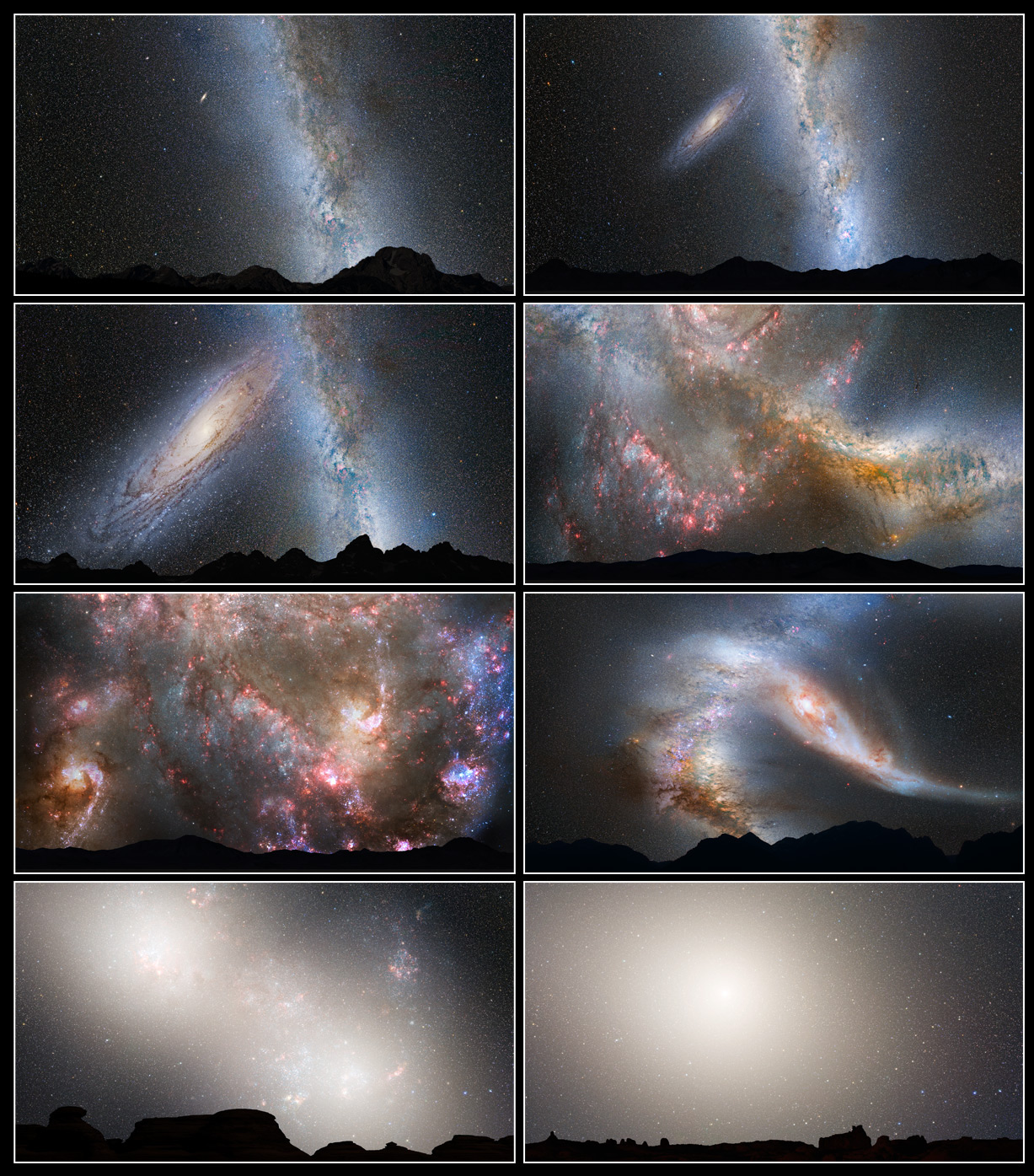
Simulation de la vue de la collision à partir de la Terre.

Dans les simulations, on l'utilise souvent comme exemple générique des phénomènes associés à ce genre de collisions.
Comme dans toutes les collisions de galaxies, il est peu vraisemblable que des objets qui y sont contenus, tels que des étoiles à l'intérieur de chaque galaxie, se percutent réellement. Les galaxies sont en réalité très diffuses. Par exemple, Proxima du Centaure, l'étoile la plus proche du Soleil, est en fait éloignée de presque 30 millions de fois le diamètre du Soleil (soit environ 4 × 1013 km). Si le Soleil mesurait approximativement la taille d'une grosse pièce de monnaie (25 mm), la distance de la pièce-étoile la plus proche serait de 750 km. Si la théorie est correcte, les étoiles et le gaz contenus dans Andromède seront visibles à l’œil nu d'ici 2 milliards d'années.
Quand la collision se produira, les deux galaxies vont vraisemblablement fusionner en une plus grande, une galaxie elliptique géante. De nombreux noms ont été proposés pour la galaxie résultant de la fusion, celui qui domine étant Milkomeda (contraction de Milky Way « Voie lactée » et Andromeda « Andromède »), francisé en Milkomède ou Lactomède mais peu utilisé. Considérant la masse plus importante de M31, le surnom Andromilka a également été proposé.
Les scientifiques pensaient pendant un temps que la galaxie d'Andromède possédait deux noyaux, résultant sans doute d'une fusion antérieure avec une autre galaxie, mais cette idée semble aujourd'hui abandonnée, le « premier noyau » (P1) semblant plutôt être un disque d'étoiles en orbite autour du trou noir central (« second noyau », P2).

## Incertitude
Si du fait du rapprochement observé des deux galaxies, et en vertu de la connaissance que les astronomes ont acquise de l'évolution des groupes de galaxies, la collision, puis la fusion des deux voisines est hautement probable, la modélisation précise du phénomène est plus délicate. Il faut pour ceci en effet mesurer précisément les vitesses radiales et transversales (ou mouvements propres) et déterminer les masses et les distances des deux protagonistes ainsi que celles des autres galaxies moins massives du Groupe Local.
On peut mesurer la vitesse radiale de la galaxie d'Andromède par rapport à la Voie Lactée en examinant le décalage vers le bleu des lignes spectrales des étoiles de la galaxie. La galaxie d'Andromède étant la plus lumineuse et facile à observer, ce fut aussi la première pour laquelle un spectre fut obtenu et la première dont la vitesse fut déterminée, dès 1912 par Vesto Slipher . Ainsi, il est maintenant établi que la galaxie d'Andromède et la Voie lactée s'approchent à la vitesse approximative de 430 000 km/h (120 km/s).
Les mesures effectuées grâce au télescope Hubble en 2002 et 2010 par l'équipe de Roeland P. van der Marel, astrophysicien de l'Institut scientifique du télescope spatial de Baltimore (États-Unis), ont révélé que dans le plan du ciel, Andromède se déplace à une vitesse de 17 km/s. En se fondant sur les recherches des professeurs Chris Mihos de l'université Case Western Reserve et Lars Hernquist de l'université Harvard, Frank Summers, du Space Telescope Science Institute, a créé une infographie de l'évènement prédit. Cette modélisation annonçait la fusion des deux galaxies dans 4,6 milliards d'années.
Les données plus récentes obtenues grâce au satellite Gaia de l'Agence spatiale européenne ont depuis permis d'améliorer la connaissance des vitesses transversales. Ceci, ainsi que de nouvelles estimations des masses et la prise en compte de toutes les galaxies du Groupe Local, a conduit l'astronome Till Sawala et son équipe à reconsidérer la certitude précédente. Cette étude réduit la probabilité d'une collision dans les 10 prochains milliards d'années à 50%.
Les collisions de galaxies sont cependant relativement communes. On pense par exemple qu'Andromède est entrée en collision avec au moins une autre galaxie dans le passé.

## Destin du Système solaire
Deux scientifiques du Harvard-Smithsonian Center for Astrophysics affirmaient que la date, et même la probabilité de collision des deux galaxies, relèvent de la vitesse radiale d'Andromède. En se fondant sur des calculs, ils prédisent en 2007 qu'il existe 50 % de chances pour que le Système solaire soit éjecté de la galaxie qui résultera de la fusion, à une distance trois fois plus lointaine du futur cœur galactique qu'il est actuellement distant du cœur de la Voie lactée. Ils prédisent aussi une probabilité de 12 % pour que le Système solaire soit éjecté de la nouvelle galaxie à un moment quelconque de la collision. Ce genre d'évènement n'aurait pas d'effet défavorable sur le Système solaire, et le risque de perturbations de toutes sortes pour le Soleil ou les planètes elles-mêmes serait très restreint,.
Si, au contraire, le Système solaire devait se déplacer vers le centre de la collision, il pourrait être perturbé par des supernovas proches. Les principaux corps du Système solaire ne devraient pas subir de dommages importants dans ce cas.
Cela n'aura de toute façon sans doute plus d'incidence sur le destin de la vie sur Terre, car à cette époque lointaine (dans environ 4 milliards d'années) la Terre ne devrait plus être habitable depuis plusieurs milliards d'années déjà, par un précédent changement radical du climat de type terrestre vers un climat de type vénusien dû à l'augmentation de la puissance du Soleil.